# Tweede Kamerverkiezingen 2003/Kandidatenlijst/PvdT
De kandidatenlijst voor de Tweede Kamerverkiezingen 2003 van de Partij van de Toekomst was als volgt:
1. Johan Vlemmix - 8.706 stemmen
2. Theo Nabuurs - 2.221
3. Eric Hoogerheide - 315
4. Jop Nieuwenhuizen - 334
5. Arie Kuipers - 168
6. Fokko Dam - 145
7. Richard Jansen - 333
8. André Nijman - 253
9. Maurice van Woensel - 65
10. Martijn van Nellestijn - 72
11. Donald Hugens - 56
12. Joop Vlemmix - 81
13. Jeffrey Meijer - 65
14. Bart de Bruijn - 82
15. Rik Wamelink - 30
16. Babak Fakhamzadeh - 65
17. Sylvia Hartgers - 93
18. Duco Hoogland - 53
19. Michiel Eijsbuts - 67
20. Martijn van Boxtel - 63
21. Silas van Acker - 24
22. Joel Boreel - 32
23. Maarten Rouwenhorst - 31
24. Coenraad Abma - 47
25. Johan Kiewiet - 43
26. Rik van den Berg - 29
27. Mario van Blankers - 32
28. Maria Limburg-van Smeerdijk - 38
29. Arnold Veeman - 46
30. Astrid Wevers - 256

2002 · 2003 · 2012
CDA · LPF · VVD · PvdA · GroenLinks · SP · D66 · ChristenUnie · SGP · Leefbaar Nederland · DeConservatieven.nl · NCPN · Duurzaam Nederland · PvdT · Partij voor de Dieren · Lijst 16 · Vooruitstrevende Integratie Partij · AVD · Lijst Veldhoen